# U.S. Steel
United States Steel Corporation známá jako U. S. Steel je americká ocelářská firma založená v roce 1901, která se velkou měrou podílela na industrializaci Spojených států. Mezi jejími zakladateli jsou významní průmyslníci a bankéři přelomu 19. a 20. století, Andrew Carnegie, J. P. Morgan, Charles M. Schwab, Elbert Henry Gary a William Henry "Judge" Moore.
Společnost má působnost zejména na americkém kontinentě, v Evropě učinila akvizici Východoslovenských železáren v Košicích a železáren v Srbsku (prodány zpět srbské vládě v roce 2012).
Na konci roku 2023 japonská společnost Nippon Steel oznámila převzetí U. S. Steel za cenu 14,9 mld. USD.